# Luis Ernesto Castro
Luis Ernesto Castro, Mandrake (ur. 31 lipca 1921 w Montevideo, zm. 17 grudnia 2002) – piłkarz urugwajski, grający w środku pola.

## Życiorys
Urodził się w Montevideo, w dzielnicy Palermo. W 1936 roku stał się zawodnikiem klubu Club Nacional de Football, z którym w latach 1939–1943 pięć razy z rzędu zdobył tytuł mistrza Urugwaju. Później mistrzostwo Urugwaju zdobył jeszcze dwa razy - w 1946 i 1947. Łącznie w barwach Nacionalu rozegrał w pierwszej lidze 274 mecze, zdobywając 166 bramek.
Z reprezentacją Urugwaju wystąpił w dwóch turniejach o tytuł mistrza Ameryki Południowej. W rozgrywanym w Urugwaju turnieju Copa América 1942 zdobył mistrzostwo Ameryki Południowej. Zagrał wtedy we wszystkich sześciu meczach - z Chile (zdobył 2 bramki), Ekwadorem, Brazylią, Paragwajem, Peru (zdobył 1 bramkę) i Argentyną. Następnie pojechał do Chile na Copa América 1945, gdzie rozegrał 5 meczów - z Ekwadorem, Kolumbią, Boliwią, Chile i Argentyną. Nie wziął już udziału w kolejnych turniejach Copa América - nie pojechał do Argentyny na Copa América 1946, ani do Ekwadoru na Copa América 1947. Nie pojechał także do Brazylii na Copa América 1949 i do Peru na Copa América 1953.
W 1950 roku przeszedł do argentyńskiego River Plate, później wrócił do Urugwaju, do klubu Defensor Sporting. Jako zawodnik klubu Defensor w wieku 33 lat pojechał z reprezentacją Urugwaju do Szwajcarii na mistrzostwa świata w 1954 roku. Nie wystąpił tam jednak w żadnym meczu.
Od 10 stycznia 1942 do 5 czerwca 1954 rozegrał w barwach narodowych 19 meczów, zdobywając 4 bramki.
Zmarł 17 grudnia 2002 roku w wieku 81 lat.